# Made in Heaven
Made in Heaven je album britanskog rock sastava Queen objavljen 6. studenog 1995. godine, 4 godine nakon Freddieve smrti. Sadrži pjesme Freddija Mercuryja s njegovog samostalnog albuma "Mr. Bad Guy" koje su preostala trojica članova sastava digitalno obradili, te pjesme za koje je Mercury snimio vokale, što je radio sve dok nije obolio od upale pluća 1991. godine. Objavljen u počast legendarnom i nezamjenjivom vokalu, album je postigao veliki uspjeh diljem Europe i ostalih dijelova svijeta.

## Popis pjesama
1. "It`s a Beautiful Day" (Queen) - 2:32
2. "Made In Heaven" (Mercury) - 5:25
3. "Let Me Live" (Queen) - 4:45
4. "Mother Love" (Mercury - May) - 4:49
5. "My Life Has Been Saved (Deacon)" - 3:15
6. "I Was Born to Love You" (Mercury) - 4:49
7. "Heaven for Everyone" (Taylor) - 5:36
8. "Too Much Love Will Kill You" (Brian May - Frank Musker - Elizabeth Lamers) - 4:20
9. "You Don't Fool Me" (Queen) - 5:24
10. "A Winter`s Tale" (Queen) - 3:49
11. "It`s a Beautiful Day" (reprise) (Queen) - 3:01
12. "Yeah" (Queen)* - 0:04
13. "Untitled" (Queen)* - 22:32

- Pjesme 12 i 13 objavljene samo na CD izdanju.

## Pjesme
1. It`s a Beautiful Day (Queen) - Nekoliko godina prije nego što je počeo snimati svoj prvi samostalni album "Mr. Bad Guy" Mercury je 1980. godine u "Musicland" studiju u Münchenu, Njemačka snimio nekoliko kratkih pjesmica na pijanu. Za potrebe ovog albuma sve zajedno je složio John Deacon u potpuno novu pjesmu. U Japanu je pjesma korištena u TV reklami za automobil Honda "Jazz".
2. Made In Heaven (Mercury) - Originalna pjesma se nalazi na prvom samostalnom Mercuryjevom albumu "Mr. Bad Guy". Objavljena je 1. srpnja 1985. godine kao samostalni singl Freddija Mercuryja. Nakon Mercuryjeve smrti članovi sastava su obradili pjesmu i objavili je na ovom albumu.
3. Let Me Live (Queen) - Objavljena kao singl 1994. godine. Pjesma je snimljena 1983. godine u duetu s pjevačem Rod Stewartom i trebala je biti objavljena na albumu The Works. Na albumu se našla verzija na kojoj uz Mercuryja pjevaju Brian May, Roger Taylor i zbor gospel pjevačica i pjevača. 1999. godine objavljena na kompilaciji Greatest Hits III
4. Mother Love (Mercury - May) - Posljednja pjesma koju je počeo pisati i otpjevati Freddie Mercury, ali je nije stigao dovršiti stoga je to učinio Brian May. Na kraju pjesme umetnuti su dijelovi nastupa uživo na Wembley Stadiumu iz 1986. godine, dijelovi pjesama "One Vision", "Goin' back", "I Can Hear Music", "Tie Your Mother Down" i plač bebe.
5. My Life Has Been Saved (Deacon) - Originalna pjesma objavljena 9. listopada 1989. godine na "B" strani singla "Scandal" i objavljena je na CD izdanju albuma The Miracle. Ova verzija zvuči drugačije od one iz 1989. godine.
6. I Was Born To Love You (Mercury) - Originalna pjesma objavljena kao samostalni Mercuryjev singl 9. travnja 1985. godine i nalazi se na albumu "Mr. Bad Guy". Nakon Mercuryjeve smrti članovi sastava su je obradili i objavili kao singl 28. veljače 1996. godine. Pjesma je izvođena uživo 2005. godine u Japanu tijekom turneje sastava Queen + Paul Rodgers kada su je Brian May i Roger Taylor izvodili akustično.
7. Heaven For Everyone (Taylor) - Originalna pjesma objavljena je 20. ožujka 1988. godine kao singl Taylorovog sastava "The Cross". Nalazi se i na njihovom albumu "Showe It!". Obrada sasatava "Queen" koja zvuči drugačije od originalne verzije objavljena kao singl 23. listopada 1995. godine. 1999. godine objavljena na kompilaciji Greatest Hits III.
8. Too Much Love Will Kill You (Brian May - Frank Musker - Elizabeth Lamers) - Pjesma je snimljena između 1986. i 1988. godine. Trebala je biti objavljena na albumu The Miracle iz 1989. godine. 1992. godine Brian May je izveo verziju pjesme sa svojim vokalima na Freddie Mercury Tribute Koncertu, te je objavio i kao singl i na svom samostalnom albumu. Verzija s Mercuryjevim vokalima objavljena je kao singl 1994. godine. 1999. godine objavljena na kompilaciji Greatest Hits III.
9. You Don`t Fool Me (Queen) - Objavljena kao singl 1996. godine. Pjesmu su Freddie Mercur i Roger Taylor napisali 1991. godine. Objavljeno je nekoliko remikseva pjesme, neki su se popeli na vrhove top ljestvica diljem svijeta.
10. A Winter`s Tale (Queen) - Objavljena kao singl 18. prosinca 1995. godine. Mercury je pjesmu napisao, otpjevao i snimio iz prvog pokušaja samo dva tjedna prije smrti 1991. godine.
11. It`s a Beautiful Day (reprise) (Queen) - Hard rock verzija pjesme. U pjesmu su ukomponirani dijelovi pjesme "Seven Seas of Rhye" koja je 1974. godine objavljena na albumu Queen II.
12. Yeah (Queen) - Nastala od pjesme "Don't try suicide" koja je objavljena 1979. godine na albumu The Game. Označava završetak pjesme "It`s a Beautiful Day (reprise)".
13. Untitled (Queen) - Neimenovan i sakriven eksperiment producenta Davida Richardsa, nadovezuje se na prethodne dvije pjesme. Baš kao i "Yeah" objavljena je samo na CD izdanju albuma.